# Округ Хантердон (Њу Џерзи)
Хантердон (енгл. Hunterdon County) је округ у америчкој савезној држави Њу Џерзи.

## Демографија
По попису из 2010. године број становника је 128.349, што је 6.36 (5,2%) становника више него 2000. године.
| Група             | 2000.           | 2010.           |
| Белци             | 112.473 (92,2%) | 112.607 (87,7%) |
| Афроамериканци    | 2.743 (2,2%)    | 3.451 (2,7%)    |
| Азијати           | 2.348 (1,9%)    | 4.181 (3,3%)    |
| Хиспаноамериканци | 3.371 (2,8%)    | 6.722 (5,2%)    |
| Укупно            | 121.989         | 128.349         |